# Neoheterophrictus crurofulvus
Espèce
Neoheterophrictus crurofulvus est une espèce d'araignées mygalomorphes de la famille des Theraphosidae.

## Distribution
Cette espèce est endémique du Karnataka en Inde,. Elle se rencontre dans le district d'Uttara Kannada.

## Description
Les mâles mesurent de 18,79 à 20,64 mm et les femelles de 20,33 à 25,78 mm.

## Publication originale
- Siliwal, Gupta & Raven, 2012 : A new genus of the family Theraphosidae (Araneae: Mygalomorphae) with description of three new species from the western Ghats of Karnataka, India. Journal of Threatened Taxa, vol. 4, no 14, p. 3233-3254 (texte intégral).